# Luigia Mussini Piaggio
Luigia Mussini Piaggio (Genova, 1º gennaio 1832 – Siena, 17 gennaio 1865) è stata una pittrice italiana.

## Biografia
Luigia Giovanna Piaggio, allieva dal 1857 del pittore purista Luigi Mussini, sposò a Genova il 20 aprile 1863 il suo maestro. La loro primogenita Giulia nacque nel dicembre di quell'anno. Luigia Piaggio morì il 17 gennaio 1865, una settimana dopo aver partorito la loro seconda figlia, Luisa, che divenne anch'essa pittrice e sposò nel 1893 Alessandro Franchi, l'allievo prediletto del padre.
Luigi Mussini era arrivato a Siena nel 1851, chiamato come direttore del Regio Istituto Senese di Belle Arti. Era l'esponente più in vista del Purismo, una corrente pittorica che alla pittura romantica, giudicata troppo laica, contrapponeva una visione più soggettiva e spiritualistica, rispecchiandosi nei primitivi quattrocenteschi toscani e nel giovane Raffaello Sanzio, alla ricerca di un nuovo umanesimo, sospeso tra purezza delle forme e delle idee e armonia cromatica. Luigia Mussini Piaggio, nei pochi mesi che visse a Siena, si espresse nella sua arte, partecipando al movimento purista senese, accanto al marito.
A Recco, nella chiesa parrocchiale dei SS. Giovanni Battista e Giovanni il Buono, riedificata dopo la distruzione della precedente chiesa a causa di un bombardamento del 1943, si conserva la pala d'altare Gloria di Giovanni Bono, dipinta da Luigia Mussini Piaggio nel 1863.